# 3617 Eicher
3617 Eicher è un asteroide della fascia principale. Scoperto nel 1984, presenta un'orbita caratterizzata da un semiasse maggiore pari a 2,6262757 UA e da un'eccentricità di 0,1118675, inclinata di 14,50614° rispetto all'eclittica.
L'asteroide è dedicato all'allora giovane giornalista e scrittore statunitense David J. Eicher, della popolare rivista Astronomy, di cui poi è divenuto caporedattore.